# ميشيل ارنو
ميشيل ارنو (بالفرنسية: Michel Arnaud)‏ هو عسكري فرنسي، ولد في 17 نوفمبر 1915 في بورغ أون بريس في فرنسا، وتوفي في 1 أغسطس 1990 في فريجوس في فرنسا.